# Gornja Nugla
Gornja Nugla (en italien : Nugla di sopra) est une localité de Croatie située en Istrie, dans la municipalité de Buzet, dans le comitat d'Istrie. En 2001, la localité comptait 79 habitants.

## Démographie
| 1948 | 1953 | 1961 | 1971 | 1981 | 1991 | 2001 |
| ---- | ---- | ---- | ---- | ---- | ---- | ---- |
| 218  | 192  | 150  | 119  | 115  | 83   | 79   |